# Сретенский монастырь (Батурино)
Бату́ринский Сре́тенский монасты́рь — женский монастырь Улан-Удэнской епархии Русской православной церкви, расположенный в селе Батурино Прибайкальского района республики Бурятия в 64 км к северо-востоку от Улан-Удэ.
Первый и единственный женский монастырь в Бурятии.

## История

### Сретенская церковь
Первая деревянная церковь в селе Батурино была построена в 1713—1736 годы.
В 1813—1836 годах была построена сохранившаяся до наших дней каменная церковь.
В 1829 году освятили нижний придел церкви в честь Сретения Господня, в августе 1836 года верхний — в честь Святого Георгия Победоносца.
В 1843 году при церкви священниками Василием и Иоанном Ержениными была организована одна из первых народных школ в Прибайкалье.
В 1935 году, после закрытия Сретенской церкви, исполком сельсовета решил открыть здесь клуб, благодаря чему в советское время здание Батуринской церкви пострадало несильно. В более позднее время оно было взято под охрану государства как памятник истории и культуры.
Храм был возвращён Церкви лишь в 1999 году.
В начале 2000-х годов при участии Байкальской лесной компании Сретенская церковь была отреставрирована.

### Монастырь
Епископом Читинским и Забайкальским Евстафием (Евдокимовым) в 2000 году приход церкви с монашеской общиной при нём был преобразован в женский монастырь. Открытие монастыря состоялось 8 марта 2000 года.
Были построены просфорня, трапезная, келейные домики и семейная гостиница.
По состоянию на 2010 год в обители жило пятнадцать монахинь во главе с настоятельницей.

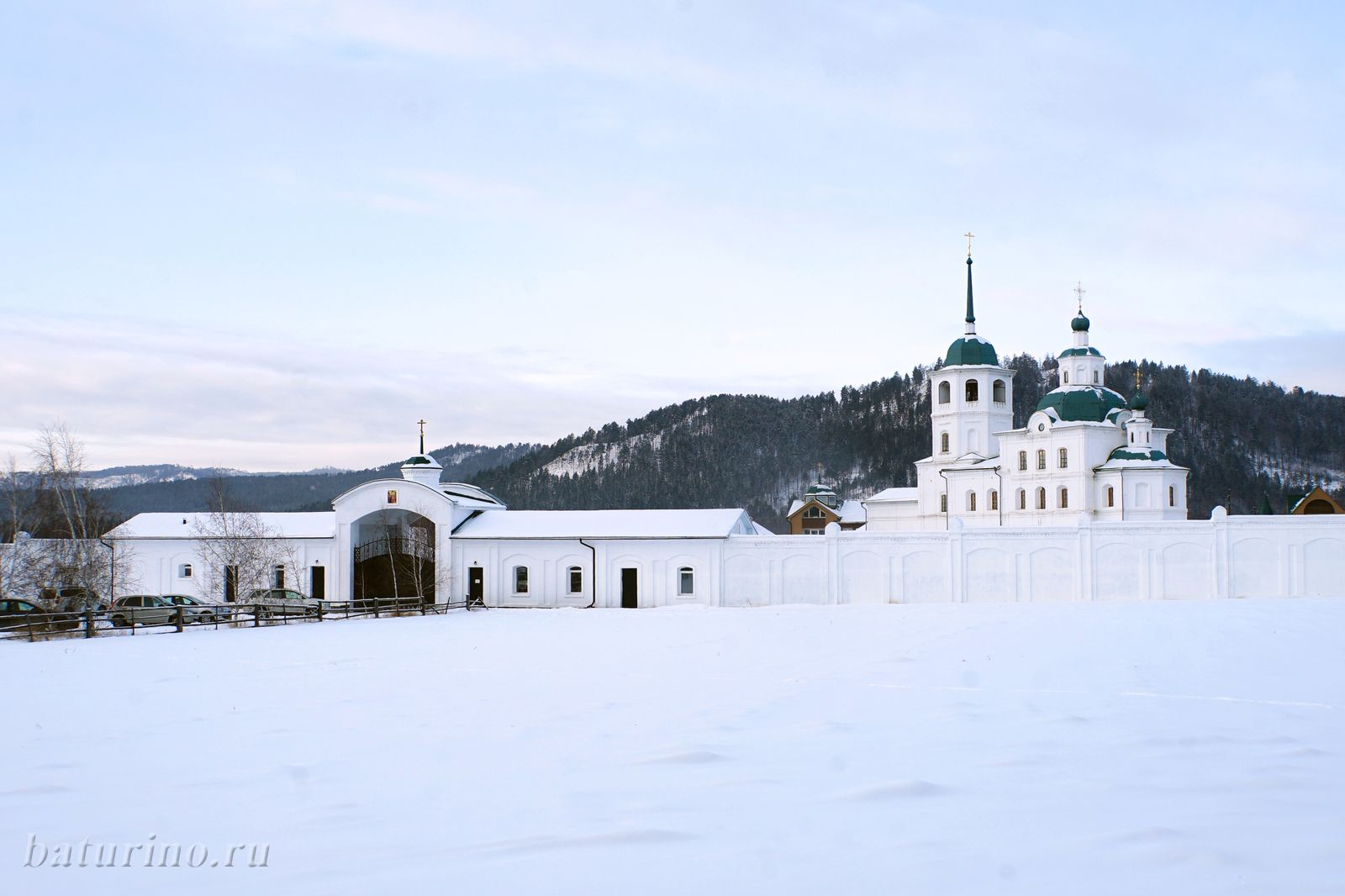
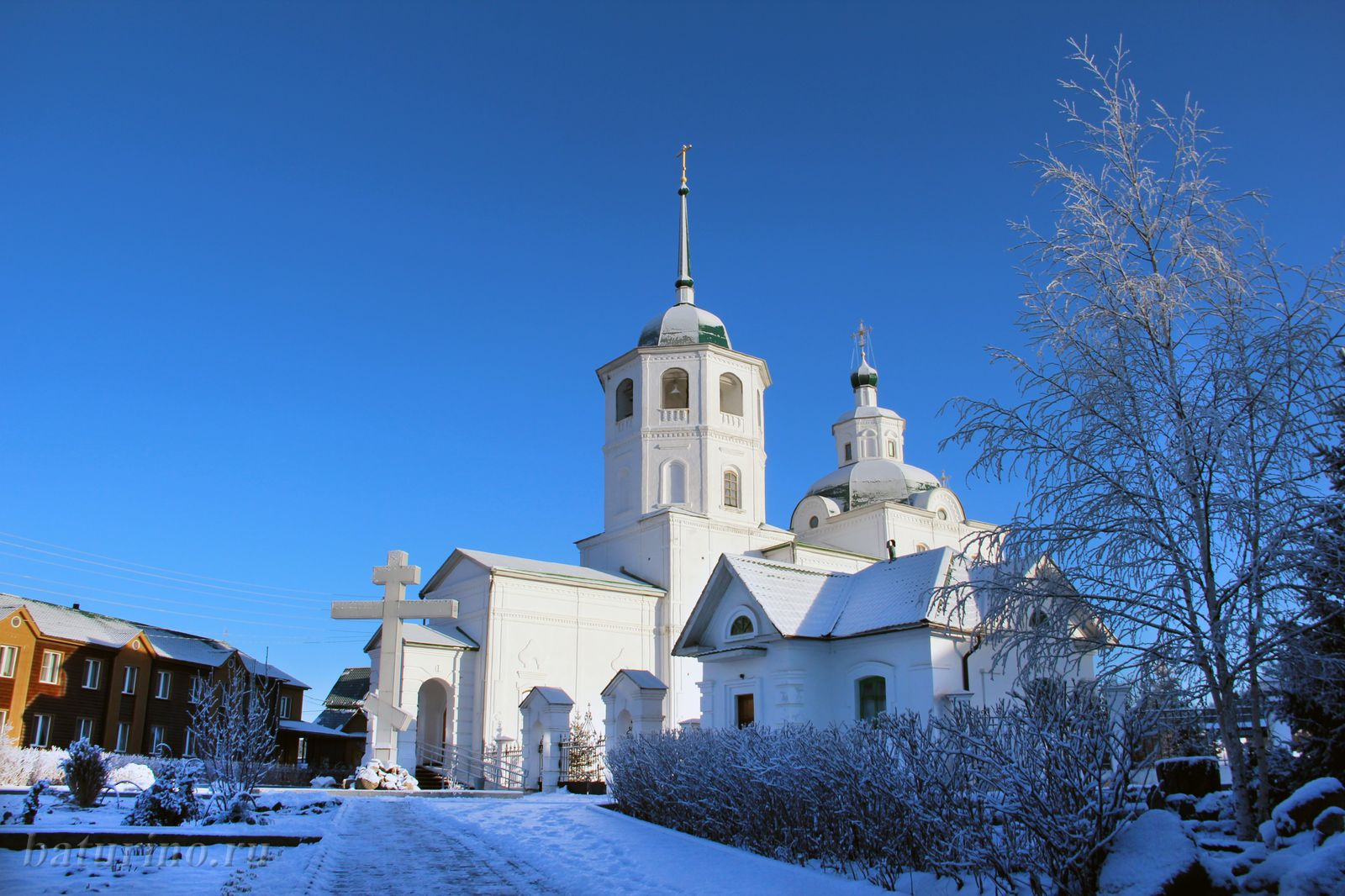
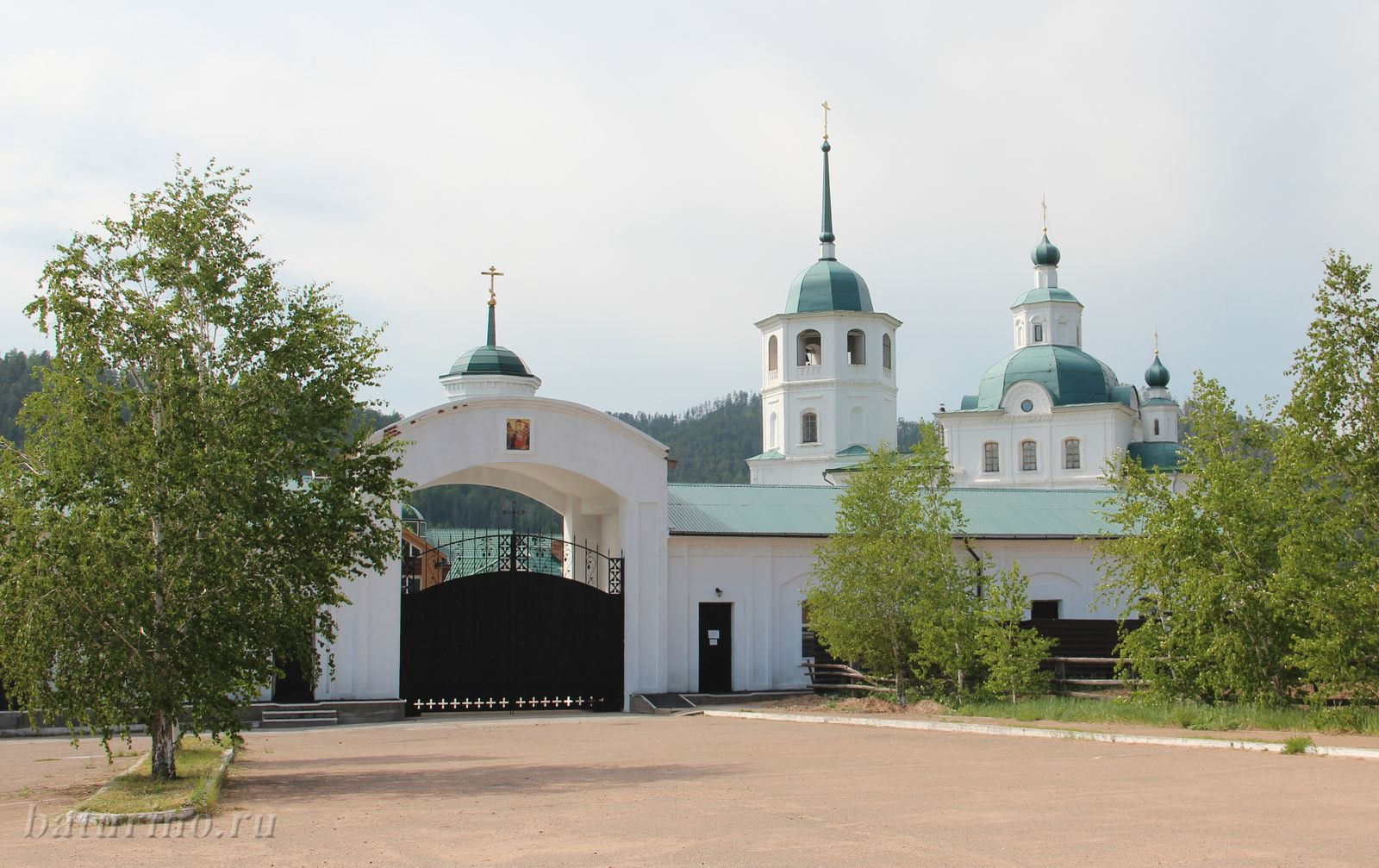
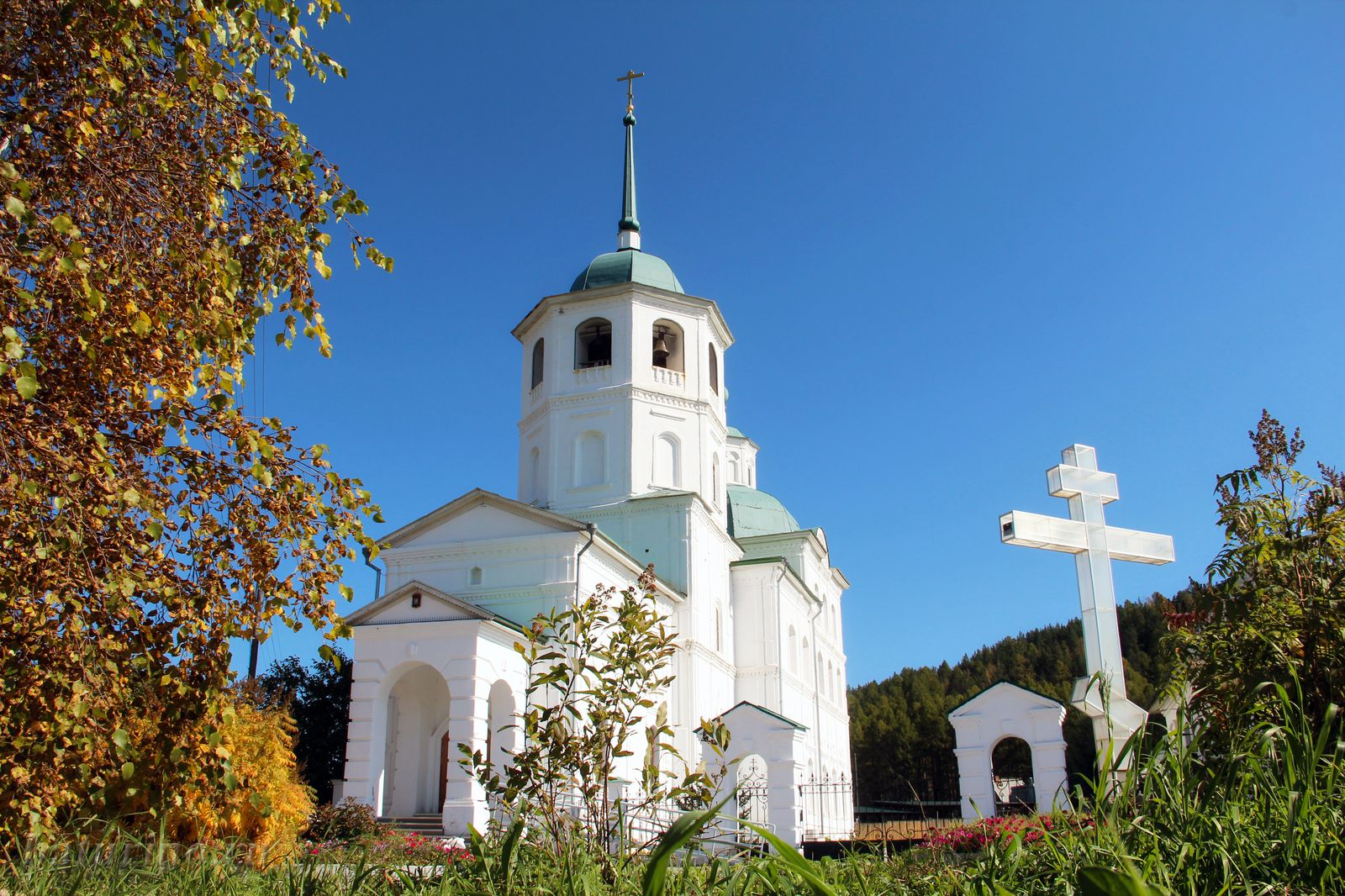
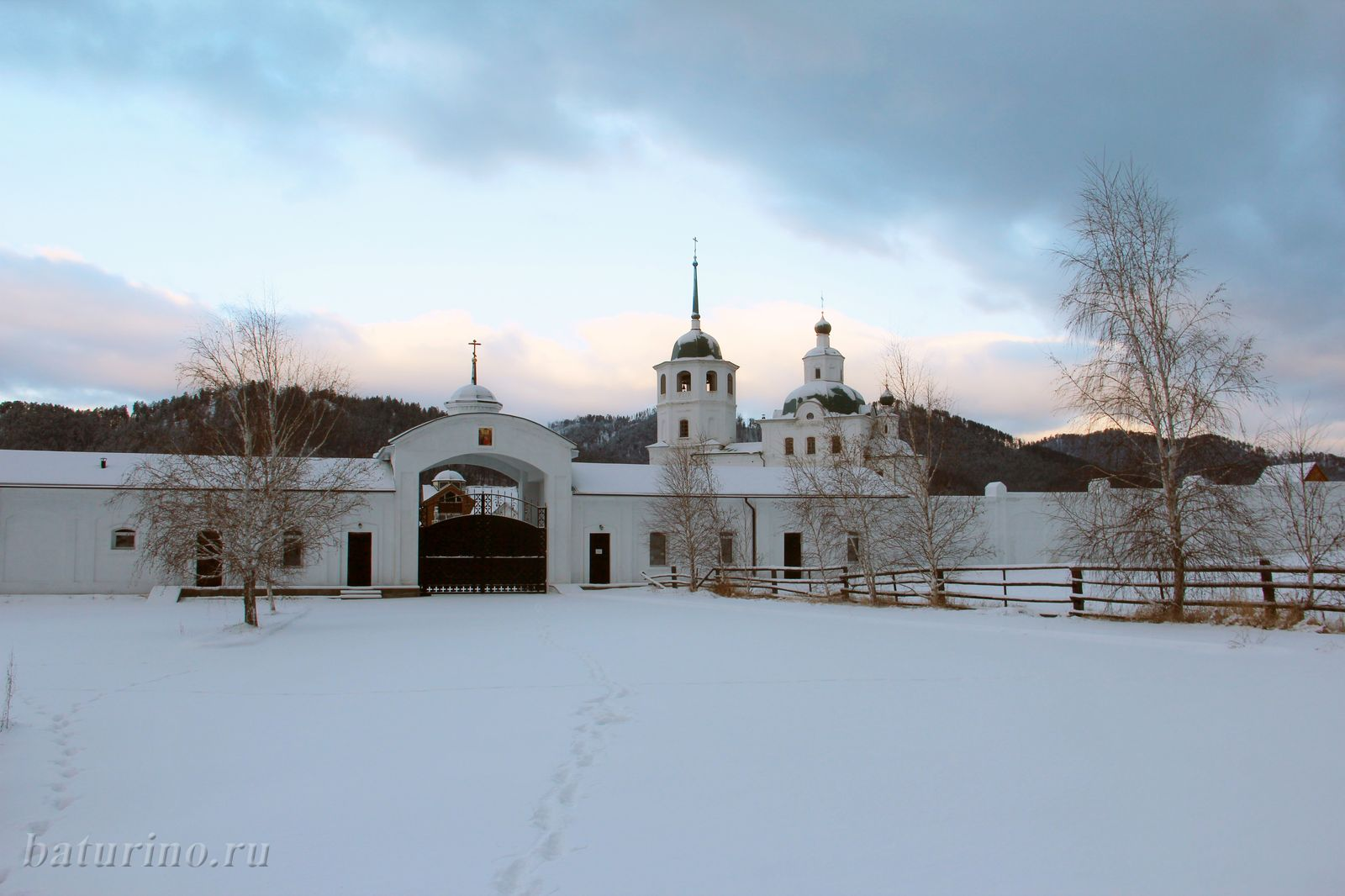
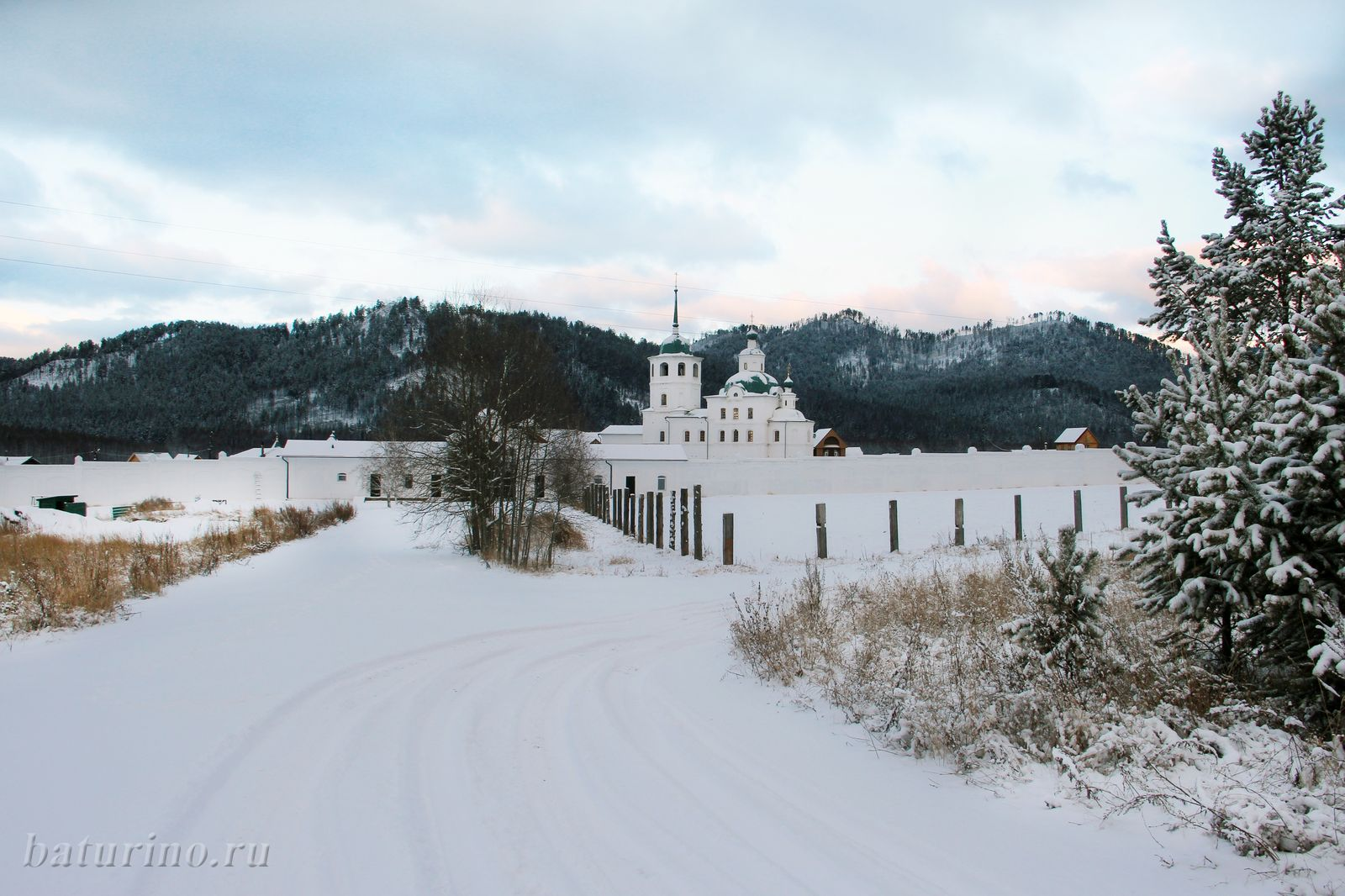
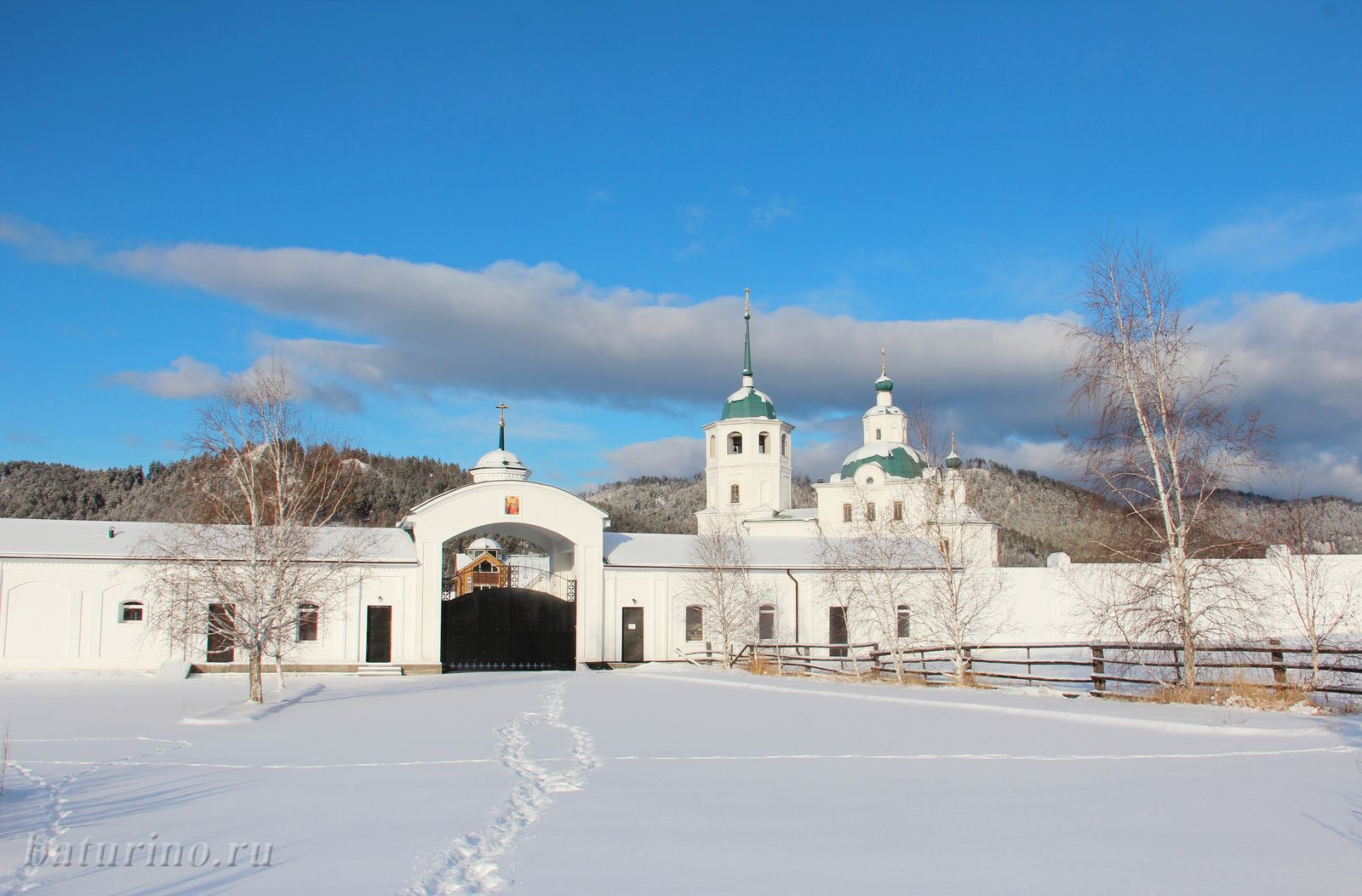
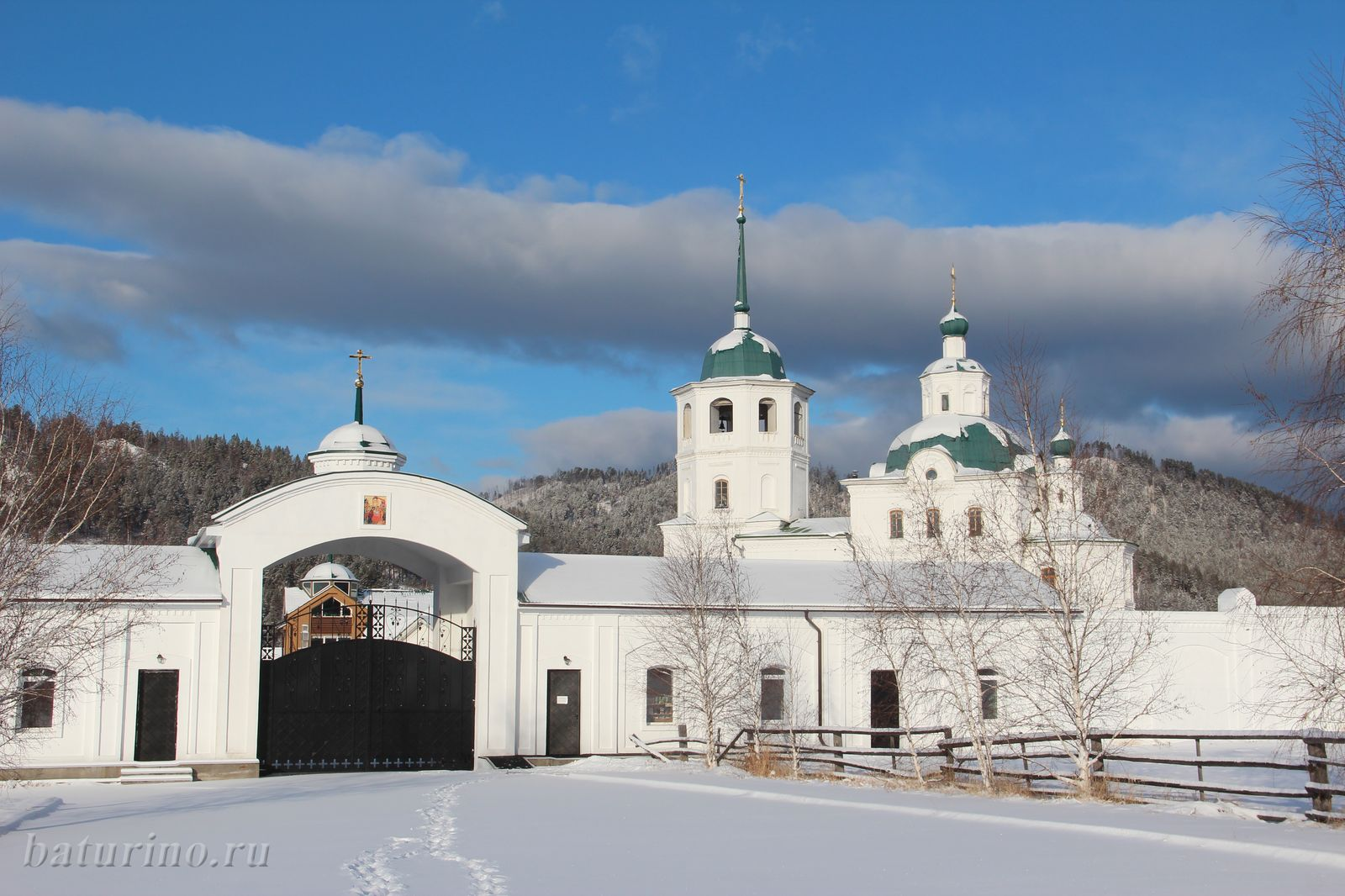
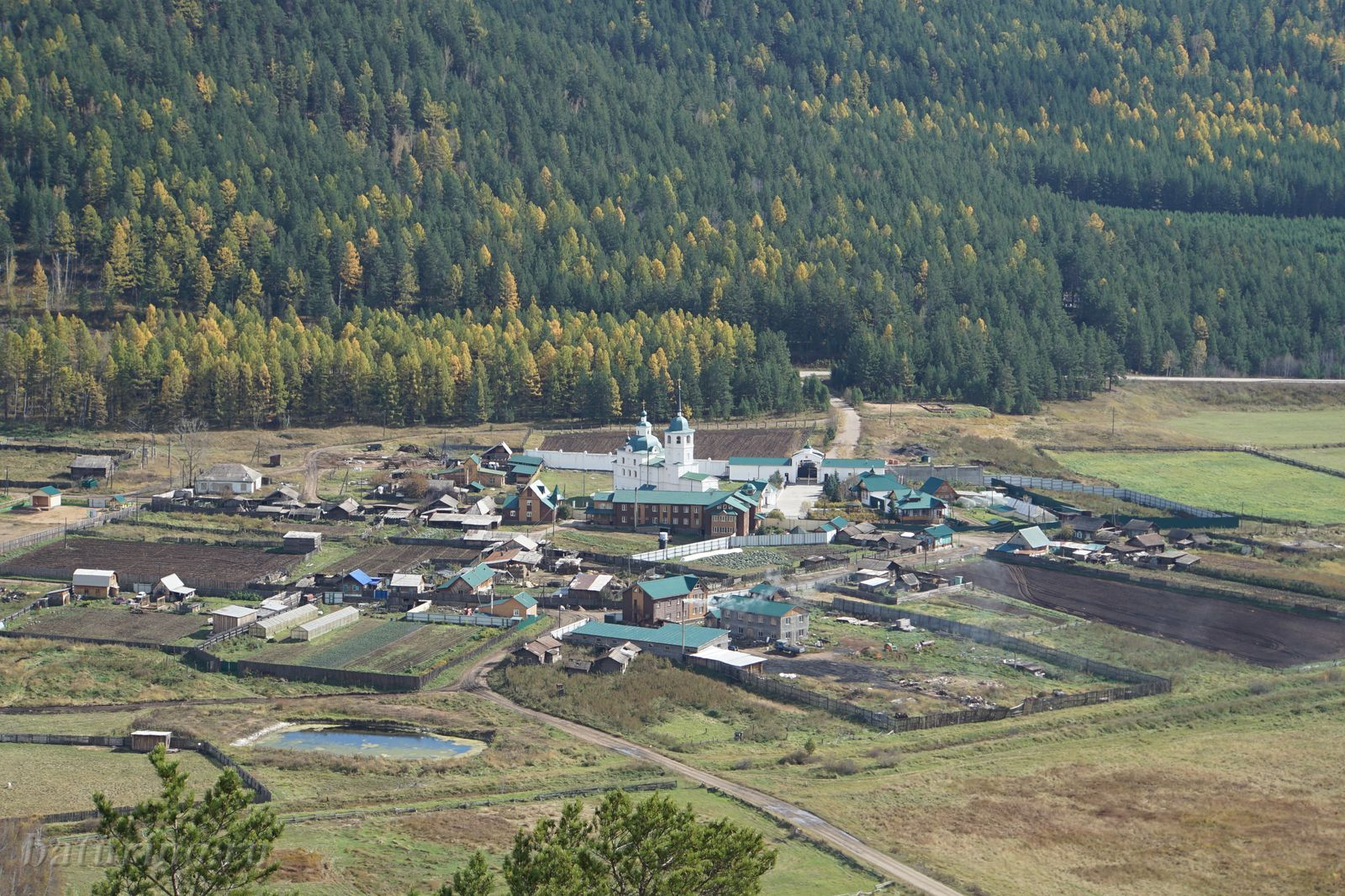

Фотографии 2021 года

### Часовня Святого Страстотерпца царя Николая II
В городе Улан-Удэ в 2003 году была построена Часовня святого Страстотерпца царя Николая II. Существующее сооружение является воссозданием часовни во имя святителя Иннокентия Иркутского, созданной в XIX веке.

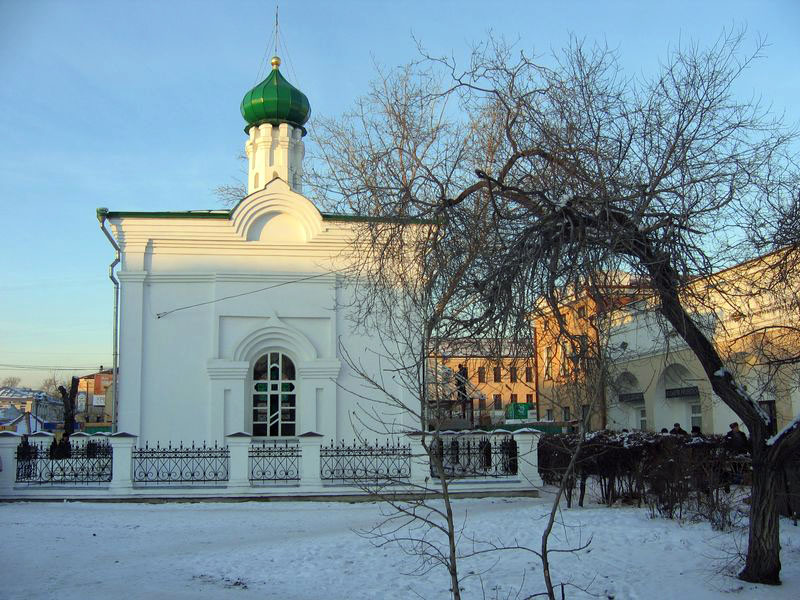
Часовня святого Страстотерпца царя Николая II